# Šamaš-šum-ukin
Šamash-šum-ukin (asirsko  mdGIŠ.NU₁₁-MU-GI.NA, Šamaš-šuma-ukin, poslovenjeno Šamaš je namestil (svojega) naslednika)  je bil asirski kralj Babilonije, ki je vladal od leta 667 do 648 pr. n. št., * ni znano, † 648 pr. n. št.

## Zgodovina
Šamaš-šum-ukin je bil drugi sin asirskega kralja Asarhadona. Leta 672 pr. n. št. je nepričakovano umrl njegov starejši brat in prestolonaslednik Sin-apla-iddina. Asarhadon je kljub temu, da bi ga moral naslediti Šamaš-šum-ukin, za prestolonaslednika izbral njegovega mlajšega  brata Asurbanipala, sposobnega vojskovodjo in politika. Da bi preprečil spore med bratoma je po dogovoru z vodilnimi plemiči in državnimi uradniki Šamaš-šum-ukina imenoval za kralja Babilonije.  Pokrajinski guvernerji in vazali so morali priseči, da sprejemajo njegovo odločitev in da bodo po njegovi smrti pomagali bratoma braniti njuna prestola
Ko je Asarhadon na pohodu proti upornemu Egiptu leta 669 pr. n. št. nepričakovano umrl, je odločna Asurbanipalova stara mati in Sanheribova vdova Nakija-Zakutu kljub nasprotovanju dvornih uradnikov in  dela duhovščine dosegla,  da je prestol nasledil Asurbanipal. Šamaš-šum-ukin je postal podkralj Babailonije. Njegovo imenovanje je imelo očiten namen pri Babiloncih narediti vtis neodvisnosti. 
Leta 668 pr. n. št. ja Šamam-šum-ukin Babilonu vrnil Mardukov kip, naslednje leto pa je na novoletnih slavnostih vzel Belovo roko in postal legitimen babilonski kralj.
V Babilonijo so spadala mesta Babilon, Borsipa, Kuta in Sipar. Asurbanipal je imel kot neomejen vladar še vedno oblast v teh mestih, medtem ko je Šamaš-šum-ukin teoretično vladal v južnih pokrajinah. Asirija je imela vojaško posadko v Nipurju. Več babilonskih guvernerjev se je trudilo dobiti asirsko naklonjenost kar potrjujejo priliznjena pisma urskega guvernerja Sin-balašu-ikbija kralju Asurbanipalu.
Asurbanipal je bil odgovoren za babilonsko obrambo in zunanjo politiko. Šamaš-šum-ukinu je prepustil gospodarske zadeve in dodeljevanje posesti. Asurbanipal je sodeloval tudi pri obnovi svetišč, kar dokazuje stela, ki slavi njegovo pomoč pri obnovi Nabujevega templja v Borsipi. V Babiloniji je uradni jezik spet postala sumerščina. Nekaj časa je sistem deloval dobro, potem pa je Šamaš-šum-ukin, spodbujen z babilonskim nacionalizmom, začel trditi, da je on in ne mlajši brat naslednik mezopotamskih monarhov, katerih imperij se je raztezal  od Irana do Sredozemlja in od Kavkaza do Arabije in severne Afrike. 
Maja 852 pr. n. št. se je uprl mlajšemu bratu. Organiziral je močno koalicijo, v kateri so  bili tudi Nabu-bel-šumate, kralj mezopotamskih pomorskih ozemelj, elamska in kaldejska plemena v Mezopotamiji, kralja  Gutije in Amurruja in Arabci iz Arabije. Po dveh letih vojskovanja so Asirci porazili in opustošili Elam in začeli oblegati Babilon in Borsipo. Babilon se je junija 648 pr. n. št. vdal.
Fragment Asurbanipalovih letopisov, ki so ga odkrili v Nimrudu, pravi, da je Šamaš-šum-ukina ranila puščica, drugo besedilo pa, da se je po padcu mesta vrgel v gorečo palačo.  Nasledil ga je Kandalanu, ki je vladal do leta 627 pr. n. št. Kandalanu bi lahko bilo Asurbanipalovo babilonsko prestolno ime, če je Kandalanu obstajal, pa je bil asirski marionetni vladar.
MacGinnis je prepričan, da so bile podrobnosti obleganja Babilona kasneje vključene v opis obleganja Niniv.